# Koeweits voetbalelftal in 2012
Het Koeweits voetbalelftal speelde in totaal 15 interlands in het jaar 2012, waaronder vijf wedstrijden in regionale toernooien. De groepsfase van zowel de Arab Nations Cup als het Aziatisch kampioenschap voetbal werd niet overleefd. De selectie van Koeweit stond gedurende 2011 onder leiding van de Serviër Goran Tufegdžić. Op de FIFA-wereldranglijst daalde Koeweit in 2012 van de 95ste positie (januari) naar de 117e positie (december). De Koeweitse club Qadsia SC leverde de meeste internationals in 2012 (vijftien).

## Balans
| Wedstrijden | Wedstrijden | Wedstrijden | Wedstrijden | Doelpunten | Doelpunten | Doelpunten |
| Gespeeld    | Winst       | Gelijk      | Verlies     | Voor       | Tegen      | Saldo      |
| ----------- | ----------- | ----------- | ----------- | ---------- | ---------- | ---------- |
| 15          | 6           | 3           | 6           | 13         | 21         | –8         |

## Interlands
|                                                 |                     |       |             |                                                               |
| 17 januari Vriendschappelijk «onderlinge duels» | Koeweit             | 1 – 0 | Oezbekistan | Al-Sadaqua Walsalamstadion, Koeweit-Stad Toeschouwers: 21.500 |
| 17 januari Vriendschappelijk «onderlinge duels» | Bader Al-Muttwa 87' |       |             | Al-Sadaqua Walsalamstadion, Koeweit-Stad Toeschouwers: 21.500 |

|                                                  |             |                  |         |                          |
| 17 februari Vriendschappelijk «onderlinge duels» | Noord-Korea | 1 – 1            | Koeweit | He Longstadion, Changsha |
| 17 februari Vriendschappelijk «onderlinge duels» |             | Fahad Al-Rashidi |         | He Longstadion, Changsha |

|                                                  |                          |       |         |                                               |
| 22 februari Vriendschappelijk «onderlinge duels» | China                    | 2 – 0 | Koeweit | He Longstadion, Changsha Toeschouwers: 55.000 |
| 22 februari Vriendschappelijk «onderlinge duels» | Gao Lin 45' Yu Dabao 78' |       |         | He Longstadion, Changsha Toeschouwers: 55.000 |

|                                                                       |                                   |       |         |                                                                                           |
| 29 februari Kwalificatie WK 2014 Groep B «onderlinge duels» 21:00 uur | Zuid-Korea                        | 2 – 0 | Koeweit | Seoul World Cupstadion, Seoel Toeschouwers: 46.551 Scheidsrechter: Yuichi Nishimura (JPN) |
| 29 februari Kwalificatie WK 2014 Groep B «onderlinge duels» 21:00 uur | Lee Dong-gook 66' Lee Keun-ho 72' |       |         | Seoul World Cupstadion, Seoel Toeschouwers: 46.551 Scheidsrechter: Yuichi Nishimura (JPN) |

|                                             |         |       |         |             |
| 8 juni Vriendschappelijk «onderlinge duels» | Bahrein | 0 – 1 | Koeweit | Zes Oktober |
| 8 juni Vriendschappelijk «onderlinge duels» |         |       |         | Zes Oktober |

| Arab Nations Cup 2012 |
| --------------------- |

|                                                       |                                                                                           |       |         |                                                           |
| 22 juni Arab Cup Groep A «onderlinge duels» 19:45 uur | Saoedi-Arabië                                                                             | 4 – 0 | Koeweit | King Fahdstadion, Taif Scheidsrechter: Gehad Grisha (EGY) |
| 22 juni Arab Cup Groep A «onderlinge duels» 19:45 uur | Mohammad Al-Sahlawi 22' Essa Al-Mehyani 51' Essa Al-Mehyani 56' Mohammad Al-Sahlawi 90+3' |       |         | King Fahdstadion, Taif Scheidsrechter: Gehad Grisha (EGY) |

|                                                       |                                             |       |           |                                                              |
| 25 juni Arab Cup Groep A «onderlinge duels» 19:45 uur | Koeweit                                     | 2 – 0 | Palestina | King Fahdstadion, Taif Scheidsrechter: Hamad Al-Sheikh (UAE) |
| 25 juni Arab Cup Groep A «onderlinge duels» 19:45 uur | Abdulhadi Khamis 27' Ahmad Al-Rashidi 90+2' |       |           | King Fahdstadion, Taif Scheidsrechter: Hamad Al-Sheikh (UAE) |

|  |  |  |  |  |  |  |  |  |

|                                                  |                                                                 |       |         |                                                                                                |
| 7 september Vriendschappelijk «onderlinge duels» | Oezbekistan                                                     | 3 – 0 | Koeweit | Pakhtakor Markaziystadion, Tasjkent Toeschouwers: 30.000 Scheidsrechter: Ravshan Irmatov (UZB) |
| 7 september Vriendschappelijk «onderlinge duels» | Sanjar Tursunov 17' Aleksandr Geynrih 45' Aleksandr Geynrih 49' |       |         | Pakhtakor Markaziystadion, Tasjkent Toeschouwers: 30.000 Scheidsrechter: Ravshan Irmatov (UZB) |

|                                                   |                                                              |       |         |                                                  |
| 11 september Vriendschappelijk «onderlinge duels» | Verenigde Arabische Emiraten                                 | 3 – 0 | Koeweit | Al-Rashidstadion, Abu Dhabi Toeschouwers: 18.000 |
| 11 september Vriendschappelijk «onderlinge duels» | Saeed Al-Khatiri 35' Habib Abdulla 76' Walid Al-Balooshi 84' |       |         | Al-Rashidstadion, Abu Dhabi Toeschouwers: 18.000 |

|                                                 |                        |       |                |                              |
| 11 oktober Vriendschappelijk «onderlinge duels» | Koeweit                | 1 – 1 | Syrië          | Sultan Qaboosstadion, Masqat |
| 11 oktober Vriendschappelijk «onderlinge duels» | Ahmad Abdulghafoor 73' |       | 32' Oday Jafal | Sultan Qaboosstadion, Masqat |

|                                                 |                                               |       |                       |                                |
| 16 oktober Vriendschappelijk «onderlinge duels» | Koeweit                                       | 2 – 1 | Filipijnen            | Al Kuwaitstadion, Koeweit-Stad |
| 16 oktober Vriendschappelijk «onderlinge duels» | Bader Al-Muttwa 36' Talal Al-Enezi 70' (pen.) |       | 60' Phil Younghusband | Al Kuwaitstadion, Koeweit-Stad |

|                                                  |                         |       |                  |                                     |
| 14 november Vriendschappelijk «onderlinge duels» | Koeweit                 | 1 – 1 | Bahrein          | Jaber Al-Ahmadstadion, Koeweit-Stad |
| 14 november Vriendschappelijk «onderlinge duels» | Abdulrahman Al-Shammari |       | Mohamed Al-Mulla | Jaber Al-Ahmadstadion, Koeweit-Stad |

| West-Aziatisch kampioenschap voetbal 2012 |
| ----------------------------------------- |

|                                                                              |                                          |       |                   | |
| 8 december West-Aziatisch kampioenschap Groep A «onderlinge duels» 17:25 uur | Koeweit                                  | 2 – 1 | Palestina         | Al-Sadaqua Walsalamstadion, Koeweit-Stad Toeschouwers: 1.500 Scheidsrechter: Ali Sabah Adday (IRQ) |
| 8 december West-Aziatisch kampioenschap Groep A «onderlinge duels» 17:25 uur | Yousef Al-Sulaiman 2' Bader Al-Muttwa 6' |       | 46' Ashraf Nu'man | Al-Sadaqua Walsalamstadion, Koeweit-Stad Toeschouwers: 1.500 Scheidsrechter: Ali Sabah Adday (IRQ) |

|                                                                               |         |                                 |      | |
| 11 december West-Aziatisch kampioenschap Groep A «onderlinge duels» 17:25 uur | Koeweit | 0 – 2                           | Oman | Al-Sadaqua Walsalamstadion, Koeweit-Stad Toeschouwers: 1.400 Scheidsrechter: Nasser Al-Ghafari (JOR) |
| 11 december West-Aziatisch kampioenschap Groep A «onderlinge duels» 17:25 uur |         | 36' Qasim Said 45+2' Qasim Said |      | Al-Sadaqua Walsalamstadion, Koeweit-Stad Toeschouwers: 1.400 Scheidsrechter: Nasser Al-Ghafari (JOR) |

|                                                                               |                                            |       |                             | |
| 14 december West-Aziatisch kampioenschap Groep A «onderlinge duels» 17:25 uur | Koeweit                                    | 2 – 1 | Libanon                     | Al-Sadaqua Walsalamstadion, Koeweit-Stad Toeschouwers: 4.000 Scheidsrechter: Ali Sabah Adday (IRQ) |
| 14 december West-Aziatisch kampioenschap Groep A «onderlinge duels» 17:25 uur | Yousef Al-Sulaiman 8' Abdulhadi Khamis 79' |       | 61' (pen.) Abbas Ahmed Atwi | Al-Sadaqua Walsalamstadion, Koeweit-Stad Toeschouwers: 4.000 Scheidsrechter: Ali Sabah Adday (IRQ) |

|  |  |  |  |  |  |  |  |  |

## FIFA-wereldranglijst
| JAN | FEB | MAR | APR | MEI | JUN | JUL | AUG | SEP | OKT | NOV | DEC |
| --- | --- | --- | --- | --- | --- | --- | --- | --- | --- | --- | --- |
| 95  | 91  | 94  | 87  | 86  | 87  | 93  | 96  | 100 | 112 | 110 | 117 |

## Statistieken
| Nawaf Al-Khaldi         | 1981-05-25  | Qadsia SC            | 8  | 0 | 0 | 8  | 0 |
| Khalid Al-Rashidi       | 1987-04-20  | Nottingham Forest FC | 6  | 0 | 0 | 6  | 0 |
| Khalid Al-Fadhli        | 1974-05-15  | Kuwait SC            | 0  | 1 | 0 | 1  | 0 |
| Verdediging             |             |                      |    |   |   |    |   |
| Fahad Shaheen           | 1985-02-26  | Kuwait SC            | 10 | 0 | 0 | 10 | 0 |
| Mohammad Al-Rashidi     | 1988-11-24  | Al-Arabi             | 9  | 0 | 0 | 9  | 0 |
| Mohammad Al-Fadhli      | 1987-07-01  | Qadsia SC            | 6  | 3 | 0 | 9  | 0 |
| Ali Al-Maqseed          | 1986-12-11  | Al-Arabi             | 4  | 2 | 0 | 6  | 0 |
| Amer Al-Fadhel          | 1988-04-21  | Qadsia SC            | 3  | 2 | 0 | 5  | 0 |
| Khalid Al-Qahtani       | 1985-02-16  | Qadsia SC            | 2  | 3 | 0 | 5  | 0 |
| Dhari Abdullah          | 1986-11-30  | Qadsia SC            | 4  | 0 | 0 | 4  | 0 |
| Musaed Al-Enezi         | 1983-07-08  | Qadsia SC            | 4  | 0 | 0 | 4  | 0 |
| Hussein Al-Shammari     | 1984-06-26  | Kuwait SC            | 4  | 0 | 0 | 4  | 0 |
| Yaqoub Al-Taher         | 1983-10-27  | Kuwait SC            | 4  | 0 | 0 | 4  | 0 |
| Hussein Ali             | 1984-10-09  | Qadsia SC            | 2  | 1 | 0 | 3  | 0 |
| Ahmad Abdulghafoor      | 1987-06-02  | Al-Arabi             | 2  | 0 | 1 | 2  | 1 |
| Ahmad Al-Rashidi        | 1983-08-16  | Al-Arabi             | 1  | 1 | 0 | 2  | 0 |
| Nasser Al-Wuhaib        | 1988-07-29  | Kazma SC             | 0  | 2 | 0 | 2  | 0 |
| Fahd Al-Hajeri          | 1991-11-10  | Al Tadamun SC        | 0  | 1 | 0 | 1  | 0 |
| Middenveld              |             |                      |    |   |   |    |   |
| Fahad Al-Ansari         | 1987-02-25  | Qadsia SC            | 10 | 2 | 0 | 12 | 0 |
| Talal Al-Enezi          | 1985-11-10  | Al-Arabi             | 10 | 1 | 0 | 11 | 0 |
| Talal Al-Amer           | 1987-02-22  | Qadsia SC            | 7  | 3 | 0 | 10 | 0 |
| Abdulaziz Al-Misha'an   | 1988-10-19  | Qadsia SC            | 5  | 5 | 0 | 10 | 0 |
| Waleed Jumah            | 1980-11-03  | Kuwait SC            | 7  | 1 | 0 | 8  | 0 |
| Hamad Aman Ali          | 1989-12-06  | Qadsia SC            | 5  | 1 | 0 | 7  | 0 |
| Fahad Al-Enezi          | 1988-09-01  | Kuwait SC            | 3  | 0 | 0 | 3  | 0 |
| Jahra Al-Ataiqi         | 1981-10-15  | Kuwait SC            | 2  | 1 | 0 | 3  | 0 |
| Abdulaziz Al-Salimi     | 1991-09-19  | Al-Arabi             | 2  | 1 | 0 | 3  | 0 |
| Saleh Al-Hendi          | 1982-05-29  | Qadsia SC            | 0  | 2 | 0 | 2  | 0 |
| Abdullah Al-Buraiki     | 1986-11-30  | Kuwait SC            | 0  | 1 | 0 | 1  | 0 |
| Adel Matar              | 1991-02-22  | Qadsia SC            | 0  | 1 | 0 | 1  | 0 |
| Ali Al-Kandari          | 1985-03-12  | Kuwait SC            | 0  | 1 | 0 | 1  | 0 |
| Aanval                  |             |                      |    |   |   |    |   |
| Yousef Al-Sulaiman      | 1990-10-09  | Kazma SC             | 10 | 0 | 2 | 10 | 2 |
| Bader Al-Muttwa         | 1985-01-10  | Qadsia SC            | 10 | 3 | 0 | 10 | 3 |
| Fahad Al-Rashidi        | 1984-12-31  | Al-Arabi             | 1  | 5 | 2 | 6  | 2 |
| Hamad Al-Enezi          | 1986-10-05  | Qadsia SC            | 2  | 3 | 1 | 5  | 1 |
| Abdulhadi Khudhair      | 19990-12-19 | Kuwait SC            | 2  | 2 | 2 | 4  | 2 |
| Mohammad Al-Shammari    | 1989-01-30  | Al Jahra             | 2  | 1 | 0 | 3  | 0 |
| Khaled Hajiah           | 1992-08-28  | Qadsia SC            | 2  | 0 | 0 | 2  | 0 |
| Abdulrahman Al-Shammari |             | Al Nasar             | 1  | 1 | 1 | 2  | 1 |